# Раоні Карвалю
Раоні Карвалю (порт. Raony Carvalho; нар. 10 квітня 1987) — колишній бразильський тенісист.
Найвищу одиночну позицію світового рейтингу — 815 місце досяг 24 жовтня 2005, парну — 554 місце — 6 лютого 2012 року.

## Фінали ITF Ф'ючерс

### Парний розряд: 8 (3–5)
| Результат | В-П | Дата     | Турнір                        | Покриття | Партнер                | Суперники                        | Рахунок          |
| --------- | --- | -------- | ----------------------------- | -------- | ---------------------- | -------------------------------- | ---------------- |
| Поразка   | 0–1 | Чер 2006 | Бразилія F3, Шапеко           | Ґрунт    | Родрігу Гідолін        | Франко Феррейро Мартін Віларрубі | 6–3, 3–6, 1–6    |
| Поразка   | 0–2 | Вер 2007 | Бразилія F13, Можі-дас-Крузіс | Ґрунт    | Моасір Сантус          | Франко Феррейро Алешандре Сімоні | 1–6, 4–6         |
| Поразка   | 0–3 | Вер 2007 | Бразилія F14, Сорокаба        | Ґрунт    | Родрігу-Антоніу Гріллі | Фернандо Ромболі Ніколас Сантос  | 2–6, 6–0, [4–10] |
| Поразка   | 0–4 | Жов 2007 | Бразилія F16, Порту-Алегрі    | Ґрунт    | Леноїр Рамос           | Ерік Гомес Тіагу Лопес           | 3–6, 6–2, [9–11] |
| Поразка   | 0–5 | Лис 2007 | Бразилія F20, Іту             | Ґрунт    | Родрігу-Антоніу Гріллі | Андре Мієле Жоао Соуза           | 6–2, 4–6, [7–10] |
| Перемога  | 1–5 | Сер 2011 | Колумбія F4, Медельїн         | Ґрунт    | Фабіано де Паула       | Пітер Аартс Артем Сітак          | 6–3, 6–3         |
| Перемога  | 2–5 | Вер 2011 | Бразилія F31, Ресіфі          | Ґрунт    | Марсіу Торріс          | Тіагу Лопес Дієгу Матус          | 2–6, 6–2, [10–7] |
| Перемога  | 3–5 | Жов 2011 | Бразилія F34, Fernandópolis   | Ґрунт    | Фабрісіо Нейс          | Дієго Ідальго Вілсон Лейте       | 6–2, 7–6(5)      |